# Kreisgericht Prenzlau (Preußen)
Das Kreisgericht Prenzlau war ein preußisches Kreisgericht in der damaligen preußischen Provinz Brandenburg mit Sitz in Prenzlau.

## Geschichte
Im Sprengel des Kreisgerichts Prenzlau bestand bis 1849 das Königliche Stadtgericht Prenzlau. Daneben bestanden viele Patrimonialgerichte.
1849 wurden in Preußen einheitlich Kreisgerichte geschaffen. Hierbei wurde die Patrimonialgerichtsbarkeit abgeschafft und die Patrimonialgerichte aufgehoben. Auch die eingangs genannten Gerichte wurden aufgehoben und es entstand das Königliche Kreisgericht Prenzlau. Es umfasste den Landkreis Prenzlau und einen kleinen Teil des Kreises Templin mit der Städten Brüssow, Prenzlau und Strasburg. Zuständiges Appellationsgericht blieb das Kammergericht.
Gerichtskommissionen, also Zweigstellen des Gerichtes, wurden in Brüssow und Strasburg eingerichtet.
Am Gericht waren 1870 ein Direktor und 8 Kreisrichter eingesetzt. Die Zahl der Gerichtseingesessenen betrug 56.111. Gerichtstage wurden in Fürstenwerder abgehalten. Das Kreisgericht war auch Schwurgericht.
Im Rahmen der Reichsjustizgesetze wurde das Gerichtswesen in Deutschland 1879 vereinheitlicht. Damit wurde das Kreisgericht Prenzlau aufgehoben und das königlich preußische Amtsgericht Prenzlau mit Wirkung zum 1. Oktober 1879 als eines von 11 Amtsgerichten im Bezirk des Landgerichtes Neuruppin als Nachfolger gebildet. Auch die beiden Gerichtskommissionen wurden 1879 in Amtsgerichte umgewandelt (Amtsgericht Brüssow und Amtsgericht Strasburg).